# اچ‌ام‌اس گورگون (۱۸۳۷)
اچ‌ام‌اس گورگون (۱۸۳۷) (به انگلیسی: HMS Gorgon (1837)) یک کشتی بود که طول آن ۲۳۵ فوت (۷۱٫۶ متر) بود. این کشتی در سال ۱۸۳۷ ساخته شد.